# Ze'ev Revach
Ze'ev Revach est un acteur et réalisateur israélien né le 15 août 1940 à Rabat au Maroc et mort le 18 janvier 2025 à Ramat Gan (Israël). Il est l'une des stars du genre cinématographique israélien connu sous l’appelation de  films bourekas.

## Biographie
Ze'ev Revach est né au Maroc dans une famille d'origine juive marocaine. Il émigre avec sa famille en Israël en 1948 à l'âge de huit ans. Ze'ev Revach sert comme soldat de combat dans les Forces de défense israéliennes, avant sa carrière d'acteur à Tel Aviv, il étudie à l'école Beit Zvi des arts du spectacle.
Ze'ev Revach est honoré au festival Cinema South qui s'est tenu à Sdérot en mai 2010. Les organisateurs du festival, expliquant leur décision, ont déclaré qu'« un regard renouvelé sur ses films montre qu'il s'agit de textes critiques, subversifs, israéliens et méditerranéens, tant dans la forme que dans le contenu ». 
Ze'ev Revach meurt à son domicile de Ramat Gan le 18 janvier 2025, à l'âge de 84 ans,.

## Filmographie partielle

### En tant qu'acteur
- 1969 : La Bataille du Sinaï de Maurizio Lucidi
- 1972 : The Jerusalem File de John Flynn
- 1982 : Adon Leon de lui-même
- 1987 : Bouba de lui-même
- 1987 : Si tu vas à Rio... tu meurs de Philippe Clair
- 1992 : Tipat Mazal (Un brin de chance) de lui-même
- 1996 : Le Grand Tournoi de Jean-Claude Van Damme
- 1999 : The Last Patrol de Sheldon Lettich
- 2002 : Beitar Provence d'Ori Inbar
- 2009 : Mary Lou d'Eytan Fox
- 2014 : Fin de partie de Tal Granit et Sharon Maymon
- 2014 : Le Procès de Viviane Amsalem de Shlomi Elkabetz et Ronit Elkabetz

## Distinctions
- Ophir du meilleur acteur pour Beitar Provence en 2002.
- Ophir du meilleur acteur pour Fin de partie en 2014.